# Garth Fundis
Garth Fundis is een Amerikaans muziekproducent en bestuurder. Hij produceerde countryplaten voor een aantal bekende artiesten. Hij was bestuursvoorzitter van de National Academy of Recording Arts and Sciences en zit in het bestuur van de Grammy Foundation.

## Biografie
Fundis werd geboren in Kansas en vertrok aan het begin van de jaren zeventig naar Nashville. Hier richtte hij als onafhankelijk muziekproducer Sound Emporiums Studio op.
In de loop van de jaren werkte hij met een groot aantal bekende muzikanten, onder wie Crystal Gayle, Doc Watson, Don Williams, Emmylou Harris, Sheryl Crow en Waylon Jennings. Hij is een tijd een belangrijke steun geweest voor Keith Whitley, ondanks dat die te vroeg is overleden aan overmatig alcohol- en drugsgebruik. Aan  Whitley bood hij ruimte in zijn studio waarin hij in alle rust kon werken ten tijde van zijn chaotische persoonlijke leven. Volgens de Recording Artists' Management Alliance bracht Witley in deze tijd een deel van zijn beste werk voort.
Fundis werd in 2001 gekozen tot bestuursvoorzitter van de National Academy of Recording Arts and Sciences en diende ook als voorzitter van de afdeling Nashville, een van de twaalf chapters van de academie. Verder zit hij in het bestuur van de Grammy Foundation en MusiCares (muzikale bijstand voor muzikanten).
Zijn studio was goed voor tal van (dubbel-)platina en gouden platen. In 2011 werd hij opgenomen in de Kansas Music Hall of Fame.